# Bernard Barton

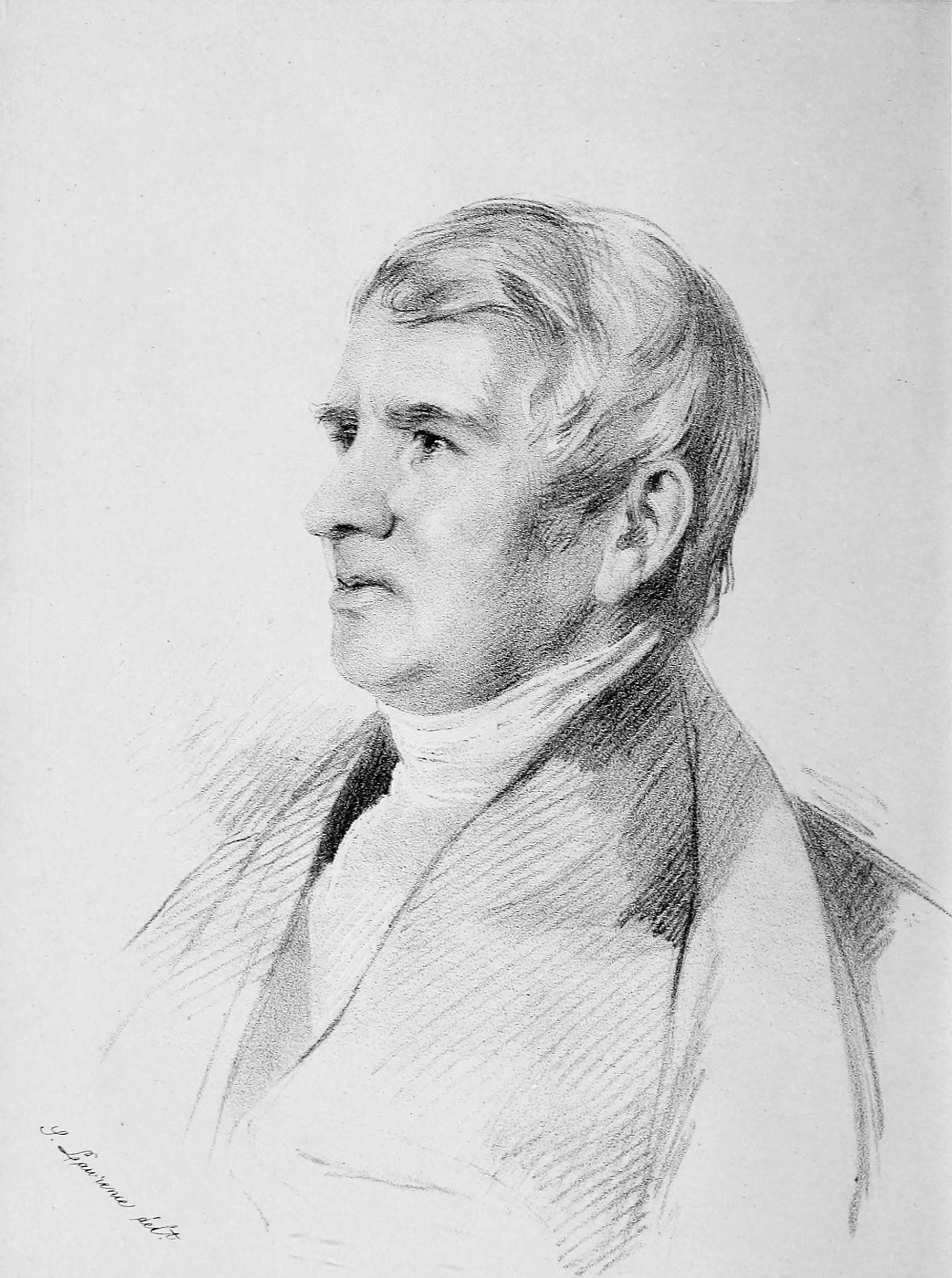
Bernard Barton

Bernard Barton, född 31 januari 1784 och död 19 februari 1849, var en brittisk diktare.
Barton var kväkare och vän till Charles Lamb, för vilken han var en hjälp i dennes sorger. Barton skrev en mängd dikter, i en känslofylld och romantisk stil.